# Copa Davis de 2017
A Copa Davis de 2017 (2017 Davis Cup by BNP Paribas) é a 106ª edição da principal competição do tênis masculino. Teve início em 2 de março e sua final será em 27 de novembro. No grupo mundial, 16 equipes disputam o título.

## Grupo Mundial
| Equipes Participantes | Equipes Participantes | Equipes Participantes | Equipes Participantes |
| Argentina             | Austrália             | Bélgica               | Canadá                |
| Croácia               | Estados Unidos        | Tchéquia              | Rússia                |
| França                | Alemanha              | Itália                | Japão                 |
| Reino Unido           | Espanha               | Sérvia                | Suíça                 |
| --------------------- | --------------------- | --------------------- | --------------------- |

### Jogos
|  |                                             |                                  |                                   |                                     |   |                                            |                                      |                                 |  |  |                                |                                |                                |  |  |                           |                           |                           |
|  | Primeira fase 3 a 5 de fevereiro            | Primeira fase 3 a 5 de fevereiro | Primeira fase 3 a 5 de fevereiro  |                                     |   | Quartas de final 7 a 9 de abril            | Quartas de final 7 a 9 de abril      | Quartas de final 7 a 9 de abril |  |  | Semifinais 15 a 17 de setembro | Semifinais 15 a 17 de setembro | Semifinais 15 a 17 de setembro |  |  | Final 24 a 26 de novembro | Final 24 a 26 de novembro | Final 24 a 26 de novembro |
|  | Primeira fase 3 a 5 de fevereiro            | Primeira fase 3 a 5 de fevereiro | Primeira fase 3 a 5 de fevereiro  |                                     |   | Quartas de final 7 a 9 de abril            | Quartas de final 7 a 9 de abril      | Quartas de final 7 a 9 de abril |  |  | Semifinais 15 a 17 de setembro | Semifinais 15 a 17 de setembro | Semifinais 15 a 17 de setembro |  |  | Final 24 a 26 de novembro | Final 24 a 26 de novembro | Final 24 a 26 de novembro |
|  | Buenos Aires, Argentina – saibro            |                                  |                                   |                                     |   |                                            |                                      |                                 |  |  |                                |                                |                                |  |  |                           |                           |                           |
|  |                                             |                                  |                                   |                                     |   |                                            |                                      |                                 |  |  |                                |                                |                                |  |  |                           |                           |                           |
|  | 1                                           | Argentina                        | 2                                 |                                     |   |                                            |                                      |                                 |  |  |                                |                                |                                |  |  |                           |                           |                           |
|  | 1                                           | Argentina                        | 2                                 | Charleroi, Bélgica – duro (coberto) |   |                                            |                                      |                                 |  |  |                                |                                |                                |  |  |                           |                           |                           |
|  |                                             | Itália                           | 3                                 |                                     |   |                                            |                                      |                                 |  |  |                                |                                |                                |  |  |                           |                           |                           |
|  |                                             | Itália                           | 3                                 |                                     |   | Itália                                     | 2                                    |                                 |  |  |                                |                                |                                |  |  |                           |                           |                           |
|  | Frankfurt, Alemanha – duro (coberto)        |                                  |                                   |                                     |   | Itália                                     | 2                                    |                                 |  |  |                                |                                |                                |  |  |                           |                           |                           |
|  |                                             |                                  | 7                                 | Bélgica                             | 3 |                                            |                                      |                                 |  |  |                                |                                |                                |  |  |                           |                           |                           |
|  | 7                                           | Bélgica                          | 7                                 | Bélgica                             | 3 | 4                                          |                                      |                                 |  |  |                                |                                |                                |  |  |                           |                           |                           |
|  | 7                                           | Bélgica                          |                                   |                                     |   | 4                                          | Bruxelas, Bélgica – saibro (coberto) |                                 |  |  |                                |                                |                                |  |  |                           |                           |                           |
|  |                                             | Alemanha                         | 1                                 |                                     |   |                                            |                                      |                                 |  |  |                                |                                |                                |  |  |                           |                           |                           |
|  |                                             | Alemanha                         | 1                                 |                                     | 7 | Bélgica                                    | 3                                    |                                 |  |  |                                |                                |                                |  |  |                           |                           |                           |
|  | Melbourne, Austrália – duro                 |                                  |                                   |                                     | 7 | Bélgica                                    | 3                                    |                                 |  |  |                                |                                |                                |  |  |                           |                           |                           |
|  |                                             |                                  |                                   | Austrália                           | 2 |                                            |                                      |                                 |  |  |                                |                                |                                |  |  |                           |                           |                           |
|  | 4                                           | Chéquia                          | 1                                 | Austrália                           | 2 |                                            |                                      |                                 |  |  |                                |                                |                                |  |  |                           |                           |                           |
|  | 4                                           | Chéquia                          | 1                                 | Brisbane, Austrália – duro          |   |                                            |                                      |                                 |  |  |                                |                                |                                |  |  |                           |                           |                           |
|  |                                             | Austrália                        | 4                                 |                                     |   |                                            |                                      |                                 |  |  |                                |                                |                                |  |  |                           |                           |                           |
|  |                                             | Austrália                        | 4                                 |                                     |   | Austrália                                  | 3                                    |                                 |  |  |                                |                                |                                |  |  |                           |                           |                           |
|  | Birmingham, Estados Unidos – duro (coberto) |                                  |                                   |                                     |   | Austrália                                  | 3                                    |                                 |  |  |                                |                                |                                |  |  |                           |                           |                           |
|  |                                             |                                  |                                   | Estados Unidos                      | 2 |                                            |                                      |                                 |  |  |                                |                                |                                |  |  |                           |                           |                           |
|  | 5                                           | Suíça                            | 0                                 | Estados Unidos                      | 2 |                                            |                                      |                                 |  |  |                                |                                |                                |  |  |                           |                           |                           |
|  | 5                                           | Suíça                            | 0                                 |                                     |   | Villeneuve-d'Ascq, França – duro (coberto) |                                      |                                 |  |  |                                |                                |                                |  |  |                           |                           |                           |
|  |                                             | Estados Unidos                   | 5                                 |                                     |   |                                            |                                      |                                 |  |  |                                |                                |                                |  |  |                           |                           |                           |
|  |                                             | Estados Unidos                   | 5                                 |                                     | 7 | Bélgica                                    | 2                                    |                                 |  |  |                                |                                |                                |  |  |                           |                           |                           |
|  | Tóquio, Japão – duro (coberto)              |                                  |                                   |                                     | 7 | Bélgica                                    | 2                                    |                                 |  |  |                                |                                |                                |  |  |                           |                           |                           |
|  |                                             |                                  | 6                                 | França                              | 3 |                                            |                                      |                                 |  |  |                                |                                |                                |  |  |                           |                           |                           |
|  |                                             | Japão                            | 6                                 | França                              | 3 | 1                                          |                                      |                                 |  |  |                                |                                |                                |  |  |                           |                           |                           |
|  |                                             | Japão                            | Rouen, França – saibro (coberto)  |                                     |   | 1                                          |                                      |                                 |  |  |                                |                                |                                |  |  |                           |                           |                           |
|  | 6                                           | França                           | 4                                 |                                     |   |                                            |                                      |                                 |  |  |                                |                                |                                |  |  |                           |                           |                           |
|  | 6                                           | França                           | 4                                 |                                     |   | 6                                          | França                               | 4                               |  |  |                                |                                |                                |  |  |                           |                           |                           |
|  | Ottawa, Canadá – duro (coberto)             |                                  |                                   |                                     |   | 6                                          | França                               | 4                               |  |  |                                |                                |                                |  |  |                           |                           |                           |
|  |                                             |                                  | 3                                 | Grã-Bretanha                        | 1 |                                            |                                      |                                 |  |  |                                |                                |                                |  |  |                           |                           |                           |
|  |                                             | Canadá                           | 3                                 | Grã-Bretanha                        | 1 | 2                                          |                                      |                                 |  |  |                                |                                |                                |  |  |                           |                           |                           |
|  |                                             | Canadá                           |                                   |                                     |   | 2                                          | Villeneuve-d'Ascq, França – saibro   |                                 |  |  |                                |                                |                                |  |  |                           |                           |                           |
|  | 3                                           | Grã-Bretanha                     | 3                                 |                                     |   |                                            |                                      |                                 |  |  |                                |                                |                                |  |  |                           |                           |                           |
|  | 3                                           | Grã-Bretanha                     | 3                                 |                                     |   | 6                                          | França                               | 3                               |  |  |                                |                                |                                |  |  |                           |                           |                           |
|  | Nis, Sérvia – duro (coberto)                |                                  |                                   |                                     |   | 6                                          | França                               | 3                               |  |  |                                |                                |                                |  |  |                           |                           |                           |
|  |                                             |                                  | 8                                 | Sérvia                              | 1 |                                            |                                      |                                 |  |  |                                |                                |                                |  |  |                           |                           |                           |
|  |                                             | Rússia                           | 8                                 | Sérvia                              | 1 | 1                                          |                                      |                                 |  |  |                                |                                |                                |  |  |                           |                           |                           |
|  |                                             | Rússia                           | Belgrado, Sérvia – duro (coberto) |                                     |   | 1                                          |                                      |                                 |  |  |                                |                                |                                |  |  |                           |                           |                           |
|  | 8                                           | Sérvia                           | 4                                 |                                     |   |                                            |                                      |                                 |  |  |                                |                                |                                |  |  |                           |                           |                           |
|  | 8                                           | Sérvia                           | 4                                 |                                     |   | 8                                          | Sérvia                               | 4                               |  |  |                                |                                |                                |  |  |                           |                           |                           |
|  | Osijek, Croácia – duro (coberto)            |                                  |                                   |                                     |   | 8                                          | Sérvia                               | 4                               |  |  |                                |                                |                                |  |  |                           |                           |                           |
|  |                                             |                                  |                                   | Espanha                             | 1 |                                            |                                      |                                 |  |  |                                |                                |                                |  |  |                           |                           |                           |
|  |                                             | Espanha                          | 3                                 | Espanha                             | 1 |                                            |                                      |                                 |  |  |                                |                                |                                |  |  |                           |                           |                           |
|  |                                             | Espanha                          | 3                                 |                                     |   |                                            |                                      |                                 |  |  |                                |                                |                                |  |  |                           |                           |                           |
|  | 2                                           | Croácia                          | 2                                 |                                     |   |                                            |                                      |                                 |  |  |                                |                                |                                |  |  |                           |                           |                           |
|  | 2                                           | Croácia                          | 2                                 |                                     |   |                                            |                                      |                                 |  |  |                                |                                |                                |  |  |                           |                           |                           |

## Repescagem
As partidas da repescagem aconteceram entre os dias 16 de setembro e 18 de setembro, entre os perdedores da 1ª rodada do Grupo Mundial e os vencedores do Grupo I dos zonais continentais.
| Local         | Time 1        | Placar | Time 2       |
| ------------- | ------------- | ------ | ------------ |
| Cazaquistão   | Cazaquistão   | 3 x 2  | Argentina    |
| Colômbia      | Colômbia      | 1 x 4  | Croácia      |
| Canadá        | Canadá        | 3 x 2  | Índia        |
| Suíça         | Suíça         | 3 x 2  | Bielorrússia |
| Países Baixos | Países Baixos | 3 x 2  | Tchéquia     |
| Portugal      | Portugal      | 2 x 3  | Alemanha     |
| Hungria       | Hungria       | 3 x 1  | Rússia       |
| Japão         | Japão         | 3 x 1  | Brasil       |

## Zona Americana

### Grupo I
| Cabeças de chave: 1. Brasil 2. Colômbia | Demais nações: - Barbados - República Dominicana - Equador - Chile |

### Grupo II
| Cabeças de chave: 1. Venezuela 2. Uruguai 3. México 4. El Salvador | Demais nações: - Guatemala - Paraguai - Peru - Porto Rico |

### Grupo III
| - Bahamas - Bermuda - Bolívia - Costa Rica - Cuba | - Honduras - Jamaica - Panamá - Trinidad e Tobago |

## Zona Ásia/Oceania

### Grupo I
| Cabeças de chave: 1. Uzbequistão 2. Índia | Demais nações: - China - Nova Zelândia - Paquistão - Coreia do Sul |

### Grupo II
| Cabeças de chave: 1. Taipé Chinês 2. Tailândia 3. Filipinas 4. Indonésia | Demais nações: - Kuwait - Malásia - Vietnã - Sri Lanka |

### Grupo III
| - Camboja - Hong Kong - Irã - Líbano - Oceania-Pacífico | - Qatar - Síria - Singapura - Turcomenistão |

### Grupo IV
| - Bahrein - Iraque - Jordânia - Mongólia - Mianmar | - Omã - Arábia Saudita - Tadjiquistão - Emirados Árabes Unidos |

## Zona Europa/África

### Grupo I
| Cabeças de chave: 1. Espanha 2. Eslováquia 3. Países Baixos 4. Ucrânia | Demais nações: \| - Áustria - Hungria - Israel - Portugal \| - Romênia - Rússia - Eslovênia - Suécia \| |
| - Áustria - Hungria - Israel - Portugal                                | - Romênia - Rússia - Eslovênia - Suécia                                                                 |

### Grupo II
| Cabeças de chave: 1. Lituânia 2. Dinamarca 3. Bielorrússia 4. Bulgária 5. Bósnia e Herzegovina 6. Letônia 7. Finlândia 8. África do Sul | Demais nações: - Egito - Geórgia - Luxemburgo - Mónaco - Noruega - Tunísia - Turquia - Zimbábue |

### Grupo III Europa
| - Moldávia - Irlanda - Chipre - Estônia - Montenegro - Grécia - Islândia | - São Marinho - Macedônia - Malta - Armênia - Noruega - Kosovo - Andorra |

### Grupo III África
| - Argélia - Benim - Botsuana - Camarões - Madagáscar - Marrocos | - Quênia - Moçambique - Namíbia - Nigéria |